# 切變線
切变线是风向具有气旋式切变的线或狭长区域，在天气图上表现为风的不连续线，即表示风速切变最大的线。